# Zinnia zamudiana
Zinnia zamudiana là một loài thực vật có hoa trong họ Cúc. Loài này được Graciela Calderón và Jerzy Rzedowski mô tả khoa học đầu tiên năm 1996.

## Từ nguyên
Tính từ định danh zamudiana là để vinh danh nhà thực vật học Mexico Sergio Zamudio Ruiz, người đầu tiên tìm thấy loài này.

## Mẫu định danh
Mẫu định danh số J.Rzedowski 53130, được tìm thấy ngày 18 tháng 8 năm 1996 ở điểm 4 km về phía đông đông bắc San Javier de las Tuzas, đô thị ở Cadereyta de Montes, trên đường đến Sombrerete, chân đồi đá vôi với thảm thực vật đồng cỏ, cao độ 2.250 m, bang Querétaro (Mexico). Mẫu holotype lưu tại Viện Sinh thái học Mexico (IEB) ở Pátzcuaro, bang Michoacán.

## Phân bố
Loài này là bản địa đông bắc Mexico (các bang Querétaro, Hidalgo).